# Paul-Alfred Isautier
Pour les articles homonymes, voir Isautier.
Paul-Alfred Isautier, né le 29 juin 1911 à Saint-Pierre (La Réunion) et décédé le 4 septembre 1984 dans la même commune, était un homme d'affaires et homme politique français. Il fut sénateur de l'île de La Réunion entre 1959 et 1974.

## Biographie
Ingénieur conseil de profession, il s'investit dans la distillerie de son père Alfred autour de 1935 et la fait entrer dans les années qui suivent dans l'ère du rhum de sucrerie, celui que l'on fabrique à partir de la mélasse. Surnommé Ti'Fred, il en devient le directeur général en 1951 et amorce la diversification de son activité en créant une branche consacrée au bâtiment et aux travaux publics.
Il est nommé conseiller de l'Union française en 1955 puis élu au Sénat français le 26 avril 1959. Il cède alors les destinées des Établissements Isautier à son frère Charles. Il est réélu le 26 septembre 1965 mais ne se représente pas en 1974. Son second mandat s'achève le 1er octobre de cette année. Cependant, devenu maire de la commune de Saint-Pierre en 1966, il reste à ce poste jusqu'en 1982, date à laquelle Élie Hoarau lui succède.

## Postérité
- Une rue de la commune de Petite-Île a été baptisée en son honneur.
- Deux écoles primaires portent son nom : une dans la commune de Saint Pierre et une dans la commune du Tampon.
- Installé à Saint-Pierre, le Groupe hospitalier Sud Réunion a pour nom véritable hôpital Alfred-Isautier.

## Détail des fonctions et des mandats

### Mandats parlementaires
- 26 avril 1959 - 1er octobre 1974 : Sénateur de La Réunion
- 8 juillet 1959 - 16 mars 1961 : Sénateur de la Communauté

### Mandats locaux
- 1951 - 1964 : Conseiller général du canton de Saint-Pierre-2
- 27 juillet 1967 - 6 mars 1983 : Maire de Saint-Pierre
- 1976 - 1984 : Conseiller général du canton de Saint-Pierre-2